# آندریاس اشباخ
آندریاس اشباخ (انگلیسی: Andreas Aeschbach؛ زادهٔ ۲۵ آوریل ۱۹۷۰) دوچرخه‌سوار اهل سوئیس است.